# Alakince
Alakince (izvirno srbsko Алакинце) je naselje v Srbiji, ki upravno spada pod Občino Surdulica; slednja pa je del Pčinjskega upravnega okraja.

## Demografija
V naselju, katerega izvirno (srbsko-cirilično) ime je Алакинце, živi 1181 polnoletnih prebivalcev, pri čemer je njihova povprečna starost 36,7 let (35,9 pri moških in 37,4 pri ženskah). Naselje ima 408 gospodinjstev, pri čemer je povprečno število članov na gospodinjstvo 3,68.
To naselje je, glede na rezultate popisa iz leta 2002, večinoma srbsko, a v času zadnjih 3 popisov je opazen porast števila prebivalcev.
|  |

| Demografija | Demografija     | Demografija     |
| Leto        | Št. prebivalcev | Št. prebivalcev |
| ----------- | --------------- | --------------- |
|             |                 |                 |
|             |                 |                 |
|             |                 |                 |
|             |                 |                 |
| 1948        | 607             |                 |
| 1953        | 651             |                 |
| 1961        | 681             |                 |
| 1971        | 705             |                 |
| 1981        | 1008            |                 |
| 1991        | 1394            | 1381            |
| 2002        | 1553            | 1503            |
|             |                 |                 |

| Etnična sestava po popisu iz leta 2002 | Etnična sestava po popisu iz leta 2002 | Etnična sestava po popisu iz leta 2002 | Etnična sestava po popisu iz leta 2002 | Etnična sestava po popisu iz leta 2002 |
| -------------------------------------- | -------------------------------------- | -------------------------------------- | -------------------------------------- | -------------------------------------- |
| Srbi                                   | Srbi                                   |                                        | 1.409                                  | 93,74%                                 |
| Bolgari                                | Bolgari                                |                                        | 32                                     | 2,12%                                  |
| Jugoslovani                            | Jugoslovani                            |                                        | 5                                      | 0,33%                                  |
| Slovenci                               | Slovenci                               |                                        | 1                                      | 0,06%                                  |
| Makedonci                              | Makedonci                              |                                        | 1                                      | 0,06%                                  |
| Neznano                                | Neznano                                |                                        | 36                                     | 2,39%                                  |